# Nygrenska gården
Nygrenska gården utgörs av fyra byggnader i kvarteret Pärlan vid Kungsgatan 26–28/Drottninggatan 27 i Alingsås. Byggnaderna, som uppfördes under 1760–1770-talen och under 1800-talet, är byggnadsminne sedan den 31 januari 1983.

## Historia
Det timrade gathuset i två våningar är locklistpanelat och har en bostadsflygel inåt gården. Denna inrymmer vidare ett mindre bostads- och uthus av bräder och resvirke, samt en vinkelbyggd ladugårdslänga med stall, fähus, vagnsbod, två lador och höskullar. Byggnaderna är locklistpanelade och gulmålade. Den del av gården som nu innehåller affärslokal och bostad är troligen byggd under 1760- och 1770-talen. Gamla brandförsäkringshandlingar visar att den fungerat som handelsgård redan omkring år 1800. Förändringar i butiksinredningen med upptagande av skyltfönster har ägt rum under 1900-talet.
I 1828 års brandförsäkringsbrev finns en detaljerad beskrivning av samtliga byggnader. Första våningen utmed Kungsgatan innehöll två inredda rum, salubod med fasta diskar och hyllor, samt kök och förstuga.
Under 1900-talet tillkom trapphusbyggnaden på gårdssidan år 1905 och förändringar i butiksinredningen skedde 1914 och 1922. Nygrens gård har innehållit handelsbod, gästgiveri, knappnålsmakeri och även fungerat som hållställe för postdiligensen från Göteborg.

## Beskrivning
Nygrenska gården består av två fastigheter, Pärlan 4 och 9, som bildar en genomgående tomt i kvarteret. Bostadshuset är förlagt mot Kungsgatan med uthus och ekonomibyggnader mot gården. Gathuset är timrat i två våningar och är troligen uppfört under 1760- och 1770-talen. Byggnaden innehåller bostad i övervåningen och butiker i bottenvåningen. Förändringar i butiksinredningen med förstorade skyltfönster och avsågade knutskallar har successivt ägt rum under 1900-talet. Övervåningen är klädd med gulmålad locklistpanel. Bottenvåningens fasad domineras av skyltfönster och butiksentréer. Kvarvarande väggpartier är klädda med gulmålad masonit.